# Notte e giorno (Al Bano & Romina Power)
Notte e giorno è un album di inediti di Al Bano e Romina Power, pubblicato in Italia e in altri paesi europei nel 1993. In Spagna è stata pubblicata una versione in lingua spagnola con il titolo El tiempo de amarse.
L'album contiene tra le varie canzoni anche Il mondo degli angeli con la quale parteciparono al Festival italiano 1993. Il brano Atto d'amore fu scelto come sigla iniziale (nell'adattamento in lingua italiana) della telenovela brasiliana omonima. In controluce è una nuova versione a due voci della canzone presentata dal solo Al Bano al Festival di Sanremo 1974.

## Tracce

### Notte e giorno
1. Domani domani (Albano Carrisi, Bernard Meinunger, Rainer Pietsch, Romina Power) - 3:32
2. Il mondo degli angeli (Maurizio Fabrizio, Oscar Avogadro, Romina Power) - 3:47
3. Torneremo a Venezia (Albano Carrisi, Joachim Horn, Oliver Statz, Romina Power) - 3:43
4. Sentire ti amo (Albano Carrisi, Joachim Horn, Oliver Statz, Romina Power) - 3:27
5. Di più (Albano Carrisi, Joachim Horn, Oliver Statz, Romina Power) - 3:22
6. Il profumo delle rose (Albano Carrisi, Oscar Avogadro) - 4:04
7. Sha-e-o (Albano Carrisi, Dario Baldan Bembo, Romina Power, Albano Carrisi) - 3:26
8. Mondo (Albano Carrisi, Joachim Horn, Oliver Statz, Romina Power) - 4:50
9. In controluce (Albano Carrisi, Paolo Limiti) - 4:33
10. Notte e giorno (Albano Carrisi, Joachim Horn, Oliver Statz, Albano Carrisi) - 5:05
11. Tenerissima (Albano Carrisi, Oscar Avogadro, Romina Power) - 4:45
12. È un miracolo (Joachim Horn, Oliver Statz, Romina Power) - 3:58
13. Atto d'amore (Albano Carrisi, Paulo Sérgio Valle, Prêntice Maciel Teixeira, Romina Power) - 4:03

### El tiempo de amarse
L'edizione del disco in lingua spagnola pubblicata in Spagna nel 1993.
1. Mañana mañana (Albano Carrisi, Bernard Meinunger, Rainer Pietsch, Romina Power)
2. Niños (Maurizio Fabrizio, Oscar Avogadro, Romina Power)
3. Volveremos a Venecia (Albano Carrisi, Joachim Horn, Oliver Statz, Romina Power)
4. El tiempo de amarse (Albano Carrisi, Joachim Horn, Oliver Statz, Romina Power)
5. Y más (Albano Carrisi, Joachim Horn, Oliver Statz, Romina Power)
6. El perfume de las rosas (Albano Carrisi, Oscar Avogadro)
7. Sha-e-o (Albano Carrisi, Dario Baldan Bembo, Romina Power, Albano Carrisi)
8. Mundo (Albano Carrisi, Joachim Horn, Oliver Statz, Romina Power)
9. A contraluz (Albano Carrisi, Paolo Limiti)
10. Noche y día (Albano Carrisi, Joachim Horn, Oliver Statz, Albano Carrisi)
11. Serenísima (Albano Carrisi, Oscar Avogadro, Romina Power)
12. Es un milagro (Joachim Horn, Oliver Statz, Romina Power)
13. Acto de amor (Albano Carrisi, Paulo Sérgio Valle, Prêntice Maciel Teixeira, Romina Power)

## Formazione
- Al Bano – voce
- Romina Power – voce
- Maurizio Fabrizio – chitarra, cori
- Victor Bach – tastiera
- Yari Carrisi – chitarra
- Oliver Statz – pianoforte
- Claudio Guidetti – chitarra, programmazione, basso, tastiera
- René Robrahn – batteria
- Roland Cabezas – chitarra
- Dario Baldan Bembo - tastiera, programmazione
- Adriano Martino – chitarra
- Cristoph Papendieck – tastiera, programmazione
- Sergio Farina – chitarra
- Beppe Gemelli – batteria
- Martin Langer – programmazione
- Marcio Doctor – percussioni
- Frank Itt – basso
- Bob Lanese – fiati
- Tobias Schmidt-Relenberg – fiati
- Paul Merve – oboe
- Banana Boat Choir, Madeleine Lang, Lothar Atwell, Angelika Henschen, Christoph Leis-Bendorf, Joachim Horn-Bernges, Lalla Francia, Paola Folli, Moreno Ferrara – cori

## Classifiche
| Classifica | Posizione |
| ---------- | --------- |
| Austria    | 31        |
| Germania   | 58        |